# Летняя школа
Летняя школа — разновидность летнего школьного лагеря, в котором сочетаются летний отдых и активные занятия в той или иной области науки. Как правило, проводят такие школы студенты и аспиранты ВУЗов, учёные-энтузиасты. Летние школы призваны в той или иной мере моделировать научное сообщество и привлекать одарённых школьников к исследовательской работе.

## История
Первые летние школы в СССР появились в годы «оттепели», примерно совпав по времени с появлением первых специализированных школ с углублённым изучением отдельных предметов. Первой летней школой считается проведённая в 1962 году под руководством А. А. Ляпунова летняя физико-математическая школа НОУ (научное общество учащихся) в Новосибирском Академгородке. Начиная с 1964 года к организации школы активно привлекались студенты. В 1965 году в одном из ведущих пионерских лагерей страны, «Орлёнке», состоялась первая летняя «профильная» смена — для школьников, интересующихся физикой и математикой. Идея была подхвачена и одобрена партийно-комсомольским начальством — во многих лагерях стали появляться учебно-научные смены. В Белоруссии с 1970 года открылась школа «Зубренок». Первыми ежегодными школами в России были школы «Интеграл» в Волгограде, «Квант» и «Орбиталь» в Казани с 1972 года, Красноярская летняя школа с 1976 года, Омский летний физматлагерь и Тульская летняя математическая школа с 1978 года. В основном летние школы в те годы имели физико-математическую направленность.
В 1980-е годы появляются школы химического и биологического профилей, а также многопрофильные, многопредметные школы (ЛМШ), в которых действует несколько отделений — от двух-трёх до полутора десятков. Расцвет летних школ приходится на постсоветский период. По состоянию на середину 2010-х годов в России постоянно действует несколько десятков летних школ.

## Основные черты летних школ
Большинство летних школ действительно проходит во время летних каникул, хотя бывают также зимние, весенние школы, проводимые схожим образом. Часто летние школы проводятся вузами, школами, образовательными центрами. Смены длятся от недели до месяца. Проходят такие школы, как правило, на базе санатория или базы отдыха, хотя бывают и полевые школы, где участники живут в палаточном лагере. Летние школы — некоммерческие образовательные проекты, существуют на родительские взносы, иногда частично или полностью финансируются региональными органами образования или местными властями.
Отбор участников конкурсный, как правило действует тот или иной механизм преемственности — школьник, успешно участвовавший в работе школы, приглашается на следующий год без собеседований. Среди преподавателей — молодые учёные, студенты и аспиранты вузов, школьные учителя-энтузиасты. За счёт многократного участия школьников и преподавателей, в традиционных летних школах формируется своеобразная среда, складывается коллектив друзей-единомышленников.
Учебная программа большинства летних школ предполагает обязательные занятия по профильным предметам и широкий спектр необязательных, факультативных занятий, олимпиад, лекций, семинаров, студий. По обязательным курсам участники обычно должны сдавать зачёты или выполнять исследовательские задания. Большая роль отводится неформальному общению школьников, студентов и преподавателей, как на научные темы, так и на общечеловеческие.
Во многих школах действуют структуры, унаследованные от советских пионерских лагерей: школьники объединены в небольшие группы, каждой из которой руководит вожатый (куратор), обычно из числа студентов. В летних школах проводятся спортивные занятия, экскурсии, праздники, занятия творческой самодеятельностью.